# Parco nazionale di Llogara
Il parco nazionale di Llogara (in albanese: Parku Kombëtar i Llogarasë) è un parco nazionale dell'Albania. Il territorio del parco si trova nella parte sudoccidentale del paese, più precisamente comprende un'area nella catena dei monti Acrocerauni, in una posizione soprastante la costa ionica e la Riviera albanese, circa 40 km a sudest della città di Valona. A 1.027 m  il passo di Llogara offre uno scenario suggestivo, con alte montagne che si affacciano sulla riviera albanese e su diverse isole nel mare.
Il parco, che occupa una superficie di 1010 ettari è perlopiù ricoperto di foreste, scopo della sua istituzione nel 1966 era infatti la tutela delle foreste e degli ecosistemi del passo di Llogara. Il monte più alto del parco è il Monte Çika (2.044 metri s.l.m.).
Il parco è compreso nell'ecoregione delle foreste decidue illiriche.